# Lebedinovka
Lebedinovka (ryska: Лебединовка) är en distriktshuvudort i Kirgizistan.   Den ligger i oblastet Tjüj Oblusu, i den norra delen av landet, 7 km öster om huvudstaden Bisjkek. Lebedinovka ligger 710 meter över havet och antalet invånare är 20 709.
Terrängen runt Lebedinovka är huvudsakligen platt, men söderut är den kuperad. Runt Lebedinovka är det ganska tätbefolkat, med 111 invånare per kvadratkilometer. Närmaste större samhälle är Bisjkek, 7,4 km väster om Lebedinovka. Trakten runt Lebedinovka består i huvudsak av gräsmarker.